# IS Большого Пса
IS Большого Пса (лат. IS Canis Majoris), HD 44524 — двойная затменная переменная звезда типа W Большой Медведицы (EW) в созвездии Большого Пса на расстоянии приблизительно 298 световых лет (около 91 парсека) от Солнца. Видимая звёздная величина звезды — от +7,43m до +6,93m. Орбитальный период — около 0,617 суток (14,808 часов).

## Характеристики
Первый компонент — жёлто-белая звезда спектрального класса F3V. Эффективная температура — около 6849 К.